# Washington metróállomásainak listája

A washingtoni metró hálózata

Az alábbi táblázat a washingtoni metró állomásait sorolja fel, és feltünteti azt is, hogy melyik állomás melyik metróvonalakon van.

## Állomások listája
| Állomás                                           | Megnyitás             | Vonal                                                    | Közigazgatási egység     | Vágányok száma | Kép |
| ------------------------------------------------- | --------------------- | -------------------------------------------------------- | ------------------------ | -------------- | --- |
| Addison Road Station                              | 1980-11-22            | Blue line Silver line                                    | Prince George's megye    | 2              |     |
| Anacostia station                                 | 1991-12-28            | Green line                                               | Washington               | 2              |     |
| Archives station                                  | 1983-04-30            | Green line Yellow line                                   | Washington               | 2              |     |
| Arlington Cemetery Station                        | 1977-07-01            | Blue line                                                | Arlington megye          | 2              |     |
| Ballston–MU Station                               | 1979-12-01            | Orange line Silver line                                  | Arlington megye          | 2              |     |
| Benning Road Station                              | 1980-11-22            | Blue line Silver line                                    | Washington               | 2              |     |
| Bethesda Station                                  | 1984-08-25            | Red line                                                 | Montgomery megye         | 2              |     |
| Braddock Road Station                             | 1983-12-17            | Blue line Yellow line                                    | Alexandria               | 2              |     |
| Branch Avenue Station                             | 2001-01-13            | Green line                                               | Prince George's megye    | 2              |     |
| Brookland–CUA Station                             | 1978-02-03            | Red line                                                 | Washington               | 4              |     |
| Capitol Heights Station                           | 1980-11-22            | Blue line Silver line                                    | Capitol Heights          | 2              |     |
| Capitol South Station                             | 1977-07-01            | Blue line Orange line Silver line                        | Washington               | 2              |     |
| Cheverly Station                                  | 1978-11-20            | Orange line                                              | Cheverly                 | 2              |     |
| Clarendon Station                                 | 1979-12-01            | Orange line                                              | Arlington megye          | 2              |     |
| Cleveland Park Station                            | 1981-12-05            | Red line                                                 | Washington               | 2              |     |
| College Park–University of Maryland Station       | 1993-12-11            | Green line Capital Subdivision Purple Line               | College Park             | 2              |     |
| Columbia Heights Station                          | 1999-09-18            | Green line Yellow line                                   | Washington               | 2              |     |
| Congress Heights station                          | 2001-01-13            | Green line                                               | Washington               | 2              |     |
| Court House Station                               | 1979-12-01            | Orange line Silver line                                  | Arlington megye          | 2              |     |
| Crystal City Station                              | 1977-07-01            | Blue line Yellow line                                    | Arlington megye          | 2              |     |
| Deanwood Station                                  | 1978-11-20            | Orange line                                              | Washington               | 2              |     |
| Dunn Loring Station                               | 1986-06-07            | Orange line                                              | Fairfax megye            | 2              |     |
| Dupont Circle Station                             | 1977-01-17            | Red line                                                 | Washington               | 2              |     |
| East Falls Church Station                         | 1986-06-07            | Orange line Silver line                                  | Arlington megye          | 2              |     |
| Eastern Market Station                            | 1977-07-01            | Blue line Orange line Silver line                        | Washington               | 2              |     |
| Eisenhower Avenue Station                         | 1983-12-17            | Yellow line                                              | Alexandria               | 2              |     |
| Farragut North Station                            | 1976-03-27            | Red line                                                 | Washington               | 2              |     |
| Farragut West Station                             | 1977-07-01            | Blue line Orange line Silver line                        | Washington               | 2              |     |
| Federal Center SW station                         | 1977-07-01            | Blue line Orange line Silver line                        | Washington               | 2              |     |
| Federal Triangle Station                          | 1977-07-01            | Blue line Orange line Silver line                        | Washington               | 2              |     |
| Foggy Bottom–GWU Station                          | 1977-07-01            | Blue line Orange line Silver line                        | Washington               | 2              |     |
| Forest Glen station                               | 1990-09-22            | Red line                                                 | Montgomery megye         | 2              |     |
| Fort Totten Station                               | 1976-02-06            | Red line Green line Yellow line                          | Washington               | 4              |     |
| Franconia–Springfield station                     | 1997-06-29            | Blue line RF&P Subdivision                               | Fairfax megye            | 4              |     |
| Friendship Heights Station                        | 1984-08-25            | Red line                                                 | Washington               | 2              |     |
| Gallery Place Station                             | 1976-12-15            | Red line Green line Yellow line                          | Washington               | 4              |     |
| Georgia Avenue–Petworth Station                   | 1999-09-18            | Green line Yellow line                                   | Washington               | 2              |     |
| Glenmont station                                  | 1998-07-25            | Red line                                                 | Montgomery megye         | 2              |     |
| Greenbelt station                                 | 1993-12-11            | Green line Capital Subdivision                           | Greenbelt                |                |     |
| Grosvenor–Strathmore Station                      | 1984-07-25            | Red line                                                 | Montgomery megye         | 2              |     |
| Huntington Station                                | 1983-12-17            | Yellow line                                              | Fairfax megye            | 2              |     |
| Judiciary Square Station                          | 1976-03-27            | Red line                                                 | Washington               | 4              |     |
| King Street–Old Town Station                      | 1983-12-17            | Blue line Yellow line                                    | Alexandria               | 2              |     |
| L'Enfant Plaza                                    | 1977-07-01            | Green line Yellow line Blue line Orange line Silver line | Washington               | 4              |     |
| Landover station                                  | 1978-11-20            | Orange line                                              | Prince George's megye    | 2              |     |
| Largo Town Center Station                         | 2004-12-18            | Blue line Silver line                                    | Prince George's megye    | 2              |     |
| McPherson Square Station                          | 1977-07-01            | Blue line Orange line Silver line                        | Washington               | 2              |     |
| Medical Center Station                            | 1984-08-25            | Red line                                                 | Montgomery megye         | 2              |     |
| Metro Center station                              | 1976-03-27            | Red line Blue line Orange line Silver line               | Washington               | 4              |     |
| Minnesota Avenue Station                          | 1978-11-20            | Orange line                                              | Washington               | 2              |     |
| Morgan Boulevard Station                          | 2004-12-18            | Blue line Silver line                                    | Prince George's megye    | 2              |     |
| Mount Vernon Square Station                       | 1991-05-11            | Green line Yellow line                                   | Washington               | 2              |     |
| Navy Yard–Ballpark Station                        | 1991-12-28            | Green line                                               | Washington               | 2              |     |
| Naylor Road Station                               | 2001-01-13            | Green line                                               | Prince George's megye    | 2              |     |
| New Carrollton station                            | 1969-01-16 1978-11-20 | Orange line Purple Line                                  | New Carrollton           | 5              |     |
| NoMa–Gallaudet University Station                 | 2004-11-20            | Red line                                                 | Washington               | 2              |     |
| Pentagon City Station                             | 1977-07-01            | Blue line Yellow line                                    | Arlington megye          | 2              |     |
| Pentagon Station                                  | 1977-07-01            | Blue line Yellow line                                    | Arlington megye          | 2              |     |
| Potomac Avenue Station                            | 1977-07-01            | Blue line Orange line Silver line                        | Washington               | 2              |     |
| Potomac Yard Station                              |                       | Blue line Yellow line                                    | Alexandria               | 2              |     |
| Prince George's Plaza Station                     | 1993-12-11            | Green line                                               | Hyattsville              | 2              |     |
| Rhode Island Avenue–Brentwood Station             | 1976-03-27            | Red line                                                 | Washington               | 2              |     |
| Rockville station                                 | 1984-07-25            | Red line Metropolitan Subdivision                        | Rockville                | 2              |     |
| Ronald Reagan Washington National Airport Station | 1977-07-01            | Blue line Yellow line                                    | Arlington megye          | 3              |     |
| Rosslyn Station                                   | 1977-07-01            | Blue line Orange line                                    | Arlington megye          | 2              |     |
| Shady Grove Station                               | 1984-07-25            | Red line                                                 | Montgomery megye         | 2              |     |
| Shaw–Howard University Station                    | 1991-05-11            | Green line Yellow line                                   | Washington               | 2              |     |
| Silver Spring station                             | 1978-02-06            | Red line Metropolitan Subdivision                        | Montgomery megye         | 2              |     |
| Smithsonian Station                               | 1977-07-01            | Blue line Orange line Silver line                        | Washington               | 2              |     |
| Southern Avenue Station                           | 2001-01-13            | Green line                                               | Prince George's megye    | 2              |     |
| Stadium–Armory Station                            | 1977-07-01            | Blue line Orange line                                    | Washington               | 2              |     |
| Suitland Station                                  | 2001-01-13            | Green line                                               | Prince George's megye    | 2              |     |
| Takoma Station                                    | 1978-02-06            | Red line                                                 | Washington               | 2              |     |
| Tenleytown–AU Station                             | 1984-08-25            | Red line                                                 | Washington               | 2              |     |
| Twinbrook Station                                 | 1984-12-15            | Red line                                                 | Rockville                | 2              |     |
| U Street Station                                  | 1991-05-11            | Green line Yellow line                                   | Washington               | 2              |     |
| Union Station                                     | 1976-03-27            | Red line                                                 | Washington               | 2              |     |
| Van Dorn Street Station                           | 1991-06-15            | Blue line                                                | Alexandria Fairfax megye | 2              |     |
| Van Ness–UDC Station                              | 1981-12-05            | Red line                                                 | Washington               | 2              |     |
| Vienna Station                                    | 1986-06-07            | Orange line                                              | Fairfax megye            | 2              |     |
| Virginia Square–GMU Station                       | 1979-12-01            | Orange line                                              | Arlington megye          | 2              |     |
| Waterfront Station                                | 1991-12-28            | Green line                                               | Washington               | 2              |     |
| West Falls Church Station                         | 1986-06-07            | Orange line                                              | Fairfax megye            | 3              |     |
| West Hyattsville Station                          | 1993-12-11            | Green line                                               | Hyattsville              | 2              |     |
| Wheaton                                           | 1990-09-22            | Red line                                                 | Montgomery megye         | 2              |     |
| White Flint Station                               | 1984-12-15            | Red line                                                 | Montgomery megye         | 2              |     |
| Woodley Park Station                              | 1981-12-05            | Red line                                                 | Washington               | 2              |     |